# Sukraloza
Sukraloza je neenergijsko, visoko intenzivno sintetično sladilo. Je 600-krat slajša od saharoze. V evropskem sistemu označevanja aditivov s števili E ima kodo E955.

## Vpliv na zdravje
V raziskavah maja 2023 je Journal of Toxicology and Environmental Health ugotovil sledeče:
Sukraloza je genotoksična, kar pomeni, da lahko poškoduje naš DNK.
Po zaužitju sukraloze v telesu nastaja tudi presnovek, poimenovan sukraloza-6-acetat.  Raziskovalci so po poročanjih več uporabnikov o stranskih učinkih v laboratoriju opravili vrsto testov tako, da so obremenili človeške krvne celice in črevesno tkivo, ki izhajajo iz črevesa. Njihove ugotovitve potrjujejo verjetno povezavo sukraloze s sindromom prepustnega črevesa (angleško “leaky gut” sindrom), ki se klinično kaže v obliki različnih simptomov, kot je pekoč občutek v trebuhu, bolečine in napenjanje. 
Raziskovalka Schiffmanova tako v prispevku tudi navaja, da se ne strinja z Ameriško agencijo za zdravila in hrano ((FDA) FDA namreč navaja, da je uživanje varno), saj na podlagi toksikoloških raziskav ugotavlja, da suklaroza predstavla resno tveganje za zdravje, zato opozarja, da naj sukraloze nikakor ne uživamo. Vir: Journal of Toxicology and Environmental Health

## Odkritje
Odkrili so jo leta 1976 v podjetju Tate&Lyle, v sodelovanju z raziskovalcema Lesliejem Houghom in Shashikantom Phadnisom iz kolidža Queen Elizabeth College. Med Lesliejem Houghom in njegovim pomočnikom, tujim študentom Shashikantom Phadnisom, je prišlo do nesporazuma. Phadnis je nepravilno upošteval navodila profesorja Hougha in namesto, da bi snov preizkusil (angl. to test), jo je okusil (to taste). Ko je snov okusil, je ugotovil, da je izjemno sladka. Nato so znanstveniki še izpopolnili formulo in sukraloza se je začela počasi uveljavljati po svetu. Danes se prodaja pod tržnim imenom Splenda. 

## Kemijska zgradba in pridobivanje
V bistvu  gre za saharozo, ki ima tri hidroksilne skupine zamenjane s tremi klorovimi ioni. Njeno IUPAC-ime je 1,6-dikloro-1,6-dideoksi-b-D-fruktofuranozil-4-kloro-4-deoksi-a-D-galaktopiranozid. Njena molekulska masa znaša 397,64.

## Lastnosti in uporaba
Sukraloza je bel kristaliničen prašek. Ker je termostabilna spojina, se lahko uporablja pri pečenju. Trije klorovi ioni naj bi bili inertni, a to še raziskujejo. Ima prijetno sladek okus in se dobro topi v vodi.  Ne povzroča zobne gnilobe.. V telesu se ne absorbira, ampak se nespremenjena izloča skozi ledvice.
Uporabljajo jo lahko tudi sladkorni bolniki.  
Izvedenih je bilo že več kot 100 študij o sukralozi. Vse so pokazale, da sukraloza nima nobenih mutagenih, teratogenih, karcinogenih ali nevrotoksičnih učinkov in da ne vpliva na sposobnost reprodukcije. Najprej so jo odobrili v Kanadi, nato v Avstraliji, Novi Zelandiji, ZDA, EU. Sedaj ima dovoljenje za uporabo že v več kot 80-ih državah.